# Behshahr
Behshahr (persiska: اَشرَف, بهشهر) är en kommunhuvudort i Iran.   Den ligger i provinsen Mazandaran, i den norra delen av landet, 220 km nordost om huvudstaden Teheran. Behshahr ligger 10 meter över havet och antalet invånare är 93 500.
Terrängen runt Behshahr är varierad. Runt Behshahr är det ganska tätbefolkat, med 72 invånare per kvadratkilometer. Behshahr är det största samhället i trakten. I omgivningarna runt Behshahr växer i huvudsak blandskog.